# Hipoboscídeos

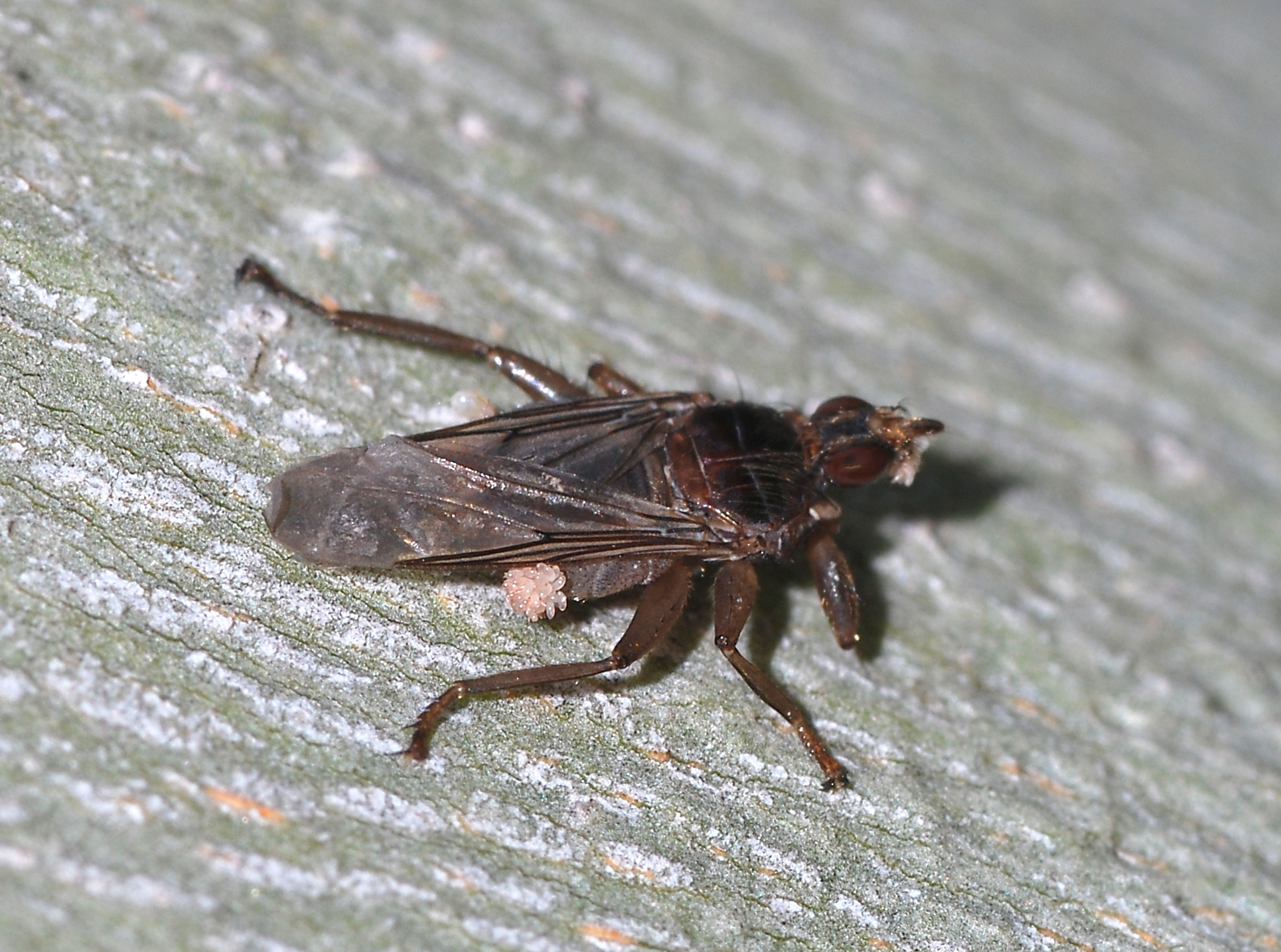
Espécime alado de Pseudolynchia canariensis.

Hipoboscídeos (Hippoboscidae) Samouelle, 1819 é uma família de moscas (Diptera) constituída por espécies que são parasitas obrigatórios de diversas espécies de mamíferos e aves. A família inclui espécies aladas, com boa ou razoável  capacidade de voo, e espécies com asas vestigiais ou mesmo ausentes, incapazes de voar e com forte apomorfia. Como é comum entre os restantes membros da superfamília Hippoboscoidea, a maior parte do desenvolvimentos das larvas ocorre no interior do corpo materno, com a pupação a ocorrer quase de imediato.

## Descrição
A família Hippoboscidae inclui espécies com características morfológicas muito diferenciadas, reflexo da adaptação aos diversos hospedeiros, já que todas as espécies são ectoparasitas obrigatórios hematófagos de mamíferos e aves.
A espécie Melophagus ovinus (Linnaeus), que parasita ovelhas, é áptera (sem asas), com coloração castanho avermelhada.  A espécie neotropical Lipoptena mazamae (Rondani), é um ectoparasita comum do gamo Odocoileus virginianus no sueste dos Estados Unidos.
No grupo coexistem espécies aladas e ápteras. Um espécie alada comum é Hippobosca equina, uma mosca que parasita equinos, comum em cavalos domésticos. Algumas espécies são parasitas comuns de aves, como por exemplo Ornithomya bequaerti Maa que foi recolhida em aves do Alaska. Duas espécies de Hippoboscidae – Ornithoica (Ornithoica) podargi e Ornithomya fuscipennis são parasitas frequentes de Podargus strigoides, da Austrália.
Pseudolynchia canariensis (Macquart) parasita frequentemente pombos e rolas, podendo servir de vector da malária dos pombos. Existem indícios que apontam para os Hippoboscidae como vectores de doenças dos mamíferos.

## Sistemática
O nome Hippoboscidae foi aplicado ao grupo actualmente conhecido por Pupipara, que corresponde à delimitação presentemente aceite para a família, mas largada aos grupos Nycteribiidae e "Streblidae" (moscas parasitas de morcegos). Apesar dessa delimitação estar obsoleta face aos conhecimentos taxonómicos disponíveis, continua a ser utilizada em algumas obras. Foi demonstrado que duas das três subfamílias tradicionalmente consideradas, as subfamílias Hippoboscinae e Lipopteninae, eram agrupamentos monofiléticos, pelo menos quando considerados de forma alargada. A análise cladística de várias sequências de DNA mostrou que para fazer o agrupamento Ornithomyinae monofilético, a tribo Olfersini deve ser também considerada como uma família de pleno direito. Com base nessas considerações, a família Hippoboscidae assume a seguinte delimitação:
- Subfamília Ornithomyinae Bigot, 1853
  - Género Allobosca Speiser, 1899 (1 espécie)
  - Género Austrolfersia Bequaert, 1953 (1 espécie)
  - Género Crataerina von Olfers, 1816 (8 espécies)
  - Género Icosta Speiser, 1905 (52 espécies)
  - Género Microlynchia Lutz, 1915 (4 espécies)
  - Género Myophthiria Róndani, 1875 (13 espécies)
  - Género Olfersia Leach, 1817 (7 espécies)
  - Género Ornithoctona Speiser, 1902 (12 espécies)
  - Género Ornithoica Róndani, 1878 (24 espécies)
  - Género Ornithomya Latreille, 1802 (29 espécies)
  - Género Ornithophila Róndani, 1879 (2 espécies)
  - Género Ortholfersia Speiser, 1902 (4 espécies)
  - Género Phthona Maa, 1969 (3 espécies)
  - Género Proparabosca Theodor & Oldroyd 1965 (1 espécie)
  - Género Pseudolynchia Bequaert, 1926 (5 espécies)
  - Género Stilbometopa Coquillett, 1899 (5 espécies)
- Subfamília Hippoboscinae
  - Género Hippobosca Linnaeus, 1758 (7 espécies)
  - Género Struthibosca Maa, 1963 (1 espécie)
- Subfamília Lipopteninae
  - Género Lipoptena Nitzsch, 1818 (30 espécies)
  - Género Melophagus Latreille, 1802 (3 espécies)
  - Género Neolipoptena Bequaert, 1942 (1 espécie)